# Miniopterus
Miniopterus é um gênero de morcegos da família Miniopteridae. Estava classificado na subfamília Miniopterinae dentro de Vespertilionidae, entretanto, estudos moleculares demonstraram que o grupo é distinto o suficiente para ser considerado uma família distinta.

## Espécies
São reconhecidas entre 32 e 33 espécies:
- Miniopterus aelleni Goodman, Maminirina, Weyeneth, Bradman, Christidis, Ruedi & Appleton, 2009
- Miniopterus africanus Sanborn, 1936 [considerada sinônimo de M. inflatus.[15]]
- Miniopterus australis Tomes, 1858
- Miniopterus brachytragos Goodman, Maminirina, Bradman, Christidis & Appleton, 2009
- Miniopterus egeri Goodman, Ramasindrazana, Maminirina, Schoeman & Appleton, 2011
- Miniopterus fraterculus Thomas & Schwann, 1906
- Miniopterus fuliginosus (Hodgson, 1835)
- Miniopterus fuscus Bonhote, 1902
- Miniopterus gleni Egar, Mitchell & Peterson, 1995
- Miniopterus griffithsi Goodman, Maminirina, Bradman, Christidis & Appleton, 2009
- Miniopterus griveaudi Harrison, 1959
- Miniopterus inflatus Thomas, 1903
- Minopterus macrocneme Revilliod, 1913
- Miniopterus magnater Sanborn, 1931
- Miniopterus mahafaliensis Goodman, Maminirina, Bradman, Christidis & Appleton, 2009
- Miniopterus majori Thomas, 1906
- Miniopterus manavi Thomas, 1906
- Miniopterus medius Thomas & Wroughton, 1909
- Miniopterus minor Peters, 1867
- Miniopterus natalensis (A. Smith, 1834)
- Miniopterus newtoni Bocage, 1889
- Miniopterus oceanensis Maeda, 1982
- Miniopterus orianae Thomas, 1922
- Miniopterus pallidus Thomas, 1907
- Miniopterus paululus Hollister, 1913
- Miniopterus petersoni Goodman, Bradman, Maminirina, Ryan, Christidis & Appleton, 2008
- Miniopterus pusillus Dobson, 1876
- Miniopterus robustior Revilliod, 1914
- Miniopterus schreibersii (Kuhl, 1817)
- Miniopterus shortridgei Laurie & Hill, 1957
- Miniopterus sororculus Goodman, Ryan, Maminirina, Fahr, Christidis & Appleton, 2007
- Miniopterus tao Wołoszyn, 1986
- Miniopterus tristis (Waterhouse, 1845)
- Miniopterus villiersi Aellen, 1956
- Miniopterus zapfei Mein & Ginsburg, 2002